# Gaston Litaize
Gaston Gilbert Litaize (11 de agosto de 1909, Ménil-sur-Belvitte, Vosges – 5 de agosto de 1991, Bruyères, Vosges) fue un organista y compositor francés, considerado uno de los grandes maestres del órgano francés del siglo XX, tocó, grabó y trabajó en iglesias, y también fue docente en París. Desde su infancia quedó ciego, estudio y enseño en la mayor parte de su vida en el Instituto Nacional des Jeunes Aveugles (National Institute for the Blind).

## Biografía
Litaize nació en Ménil-sur-Belvitte, Vosges, en el norte de Francia. Una enfermedad causó que perdiera la vista al nacer. Entró al Instituto para Ciegos cuando era joven, estudiando con Charles Magin, quién lo aconsejó de trasladarse a París, y estudió con Magin y Adolphe Marty en el Instituto Nacional des Jeunes Aveugles de 1926 a 1931. Simultáneamente, entró al Conservatoire de Paris en octubre de 1927, estudiando con Marcel Dupré y Henri Büsser, además de estudiar de forma privada con Louis Vierne. A lo largo de seis años, ganó el primer puesto en premios de órgano, improvisación, fuga, y composición, así como el Prix Rossini por su cantata Fra Angelico. En 1938 él terminó segundo detrás de Henri Dutilleux en el Prix de Rome, posiblemente es la primera persona ciega que fue aceptada en la competición; posteriormente le pidió muchas veces a Dutilleux que compusiera para órgano, pero no lo consiguió.
Comenzó trabajando como organista en Saint-Cloud en 1934, y después fue al Conservatorio de París en 1939, el retornó al Instituto Nacional des Jeunes Aveugles para enseñar armonía. En 1944 se adentró en la dirección de programas de radio religiosos, actividad que brindaría por treinta años, donde supervisó cinco transmisiones semanales. En 1946 asumió un cargo en Saint-François-Xavier, Paris, donde permaneció como organista hasta su muerte. En 1975 se retiró de la radio y comenzó a enseñar órgano en el Conservatorio de Saint-Maur-des-Fossés, donde él "ganó numeroso discípulos". Murió en 1991 en Bruyères, Vosges.
Como intérprete, Litaize tocó por Francia, Europa occidental, Estados Unidos y Canadá. Su primera gira americana fue en otoño de 1957. Su grabación de Messe pour les paroisses por François Couperin en el órgano de Saint-Merri le ganó críticas muy positivas, incluso siendo llamado "admirablemente grabado" por el The Musical Times y un "fino, sensible fine, sensible interpretación" según Music & Letters. Inusualmente, el eligió no usar notes inégales en su performance, aunque estaba muy interesado en investigar la música "antigua". Sus interpretaciones fueron llamadas "exhibiciones deslumbrantes" y comparadas comparadas favorablemente con Dupré, Jeanne Demessieux, Pierre Cochereau, y Anton Heiller.
Litaize fue de gran influencia para varias generaciones de organistas franceses. Él inspiró a Olivier Latry a elegir su carrera:

A los 16 años yo gané un primer premio ... y pensé que podría continuar estudiando piano en el Conservatorio de París. ... Sin embargo, decidí tocar el órgano, elegiendo a Gaston Litaize en el CNR de St-Maur-des-Fossés como mi profesor como yo había escuchado a él bridnar un muy exictante recital en la Catedral de Boulongne Sur Mer. Fue eso que confirmo mi deseo de tocar el órgano.
Olivier Latry

También enseñó órgano a varios organistas notables, incluyendo a Antoine Bouchard, Theo Brandmüller, Olivier Latry, Françoise Levechin-Gangloff, Kenneth Gilbert, Jean-Pierre Leguay y René Saorgin.

## Lista de composiciones

### Órgano
- Douze pièces (1931–1937)
- Grand-Messe pour tous les temps (1948)
- Noël basque (1949)
- Cinq pièces liturgiques (1951)
- Passacaille sur le nom de Flor Peeters (1953)
- Vingt-quatre préludes liturgiques for organ without pedal (1953–1955)
- Fugue sur l'Introït Da pacem  (1954)
- Thème varié sur le nom de Victor Gonzales (1957)
- Messe basse pour tous les temps (1959)
- Messe de la toussaint (1964)
- Prélude et danse fuguée (1964)
- Epiphanie (1984)
- Reges Tharsis – Méditation sur l'offertoire de l'Epiphanie (1984)
- Deux trios (1984):
  - Divertissement à trois
  - Pièce en trio
- Arches – Fantaisie (1987)
- Suite en forme de messe (1988)
- Offerte vobis pacem (1991)
- Diapason – Fantaisie sur le nom de Jehan Alain

### Órgano con instrumentos
- Passacaille para órgano y orquesta (1947)
- Cortège para bronces (1951)
- Pentecôte – Triptyque para dos bronces (1984):
  - Vigile
  - Nocturne
  - Séquence
- Diptyque para oboe y órgano
  - Andantino
  - Scherzo
- Triptyque para corno francés y órgano
- Sonate à deux para órgano, cuatro manos (1991)

### Otros trabajos
- Récitatif et thème varié para clarinete and piano (1947)
- Missa solemnior para cuarteto vocal mixto y órgano (1954)
- Missa Virgo gloriosa para soprano, tenor, bajo, y órgano (1959)
- Magnificat para sexteto vocal mixto y órgano (1967)